# Andrew Handyside and Company

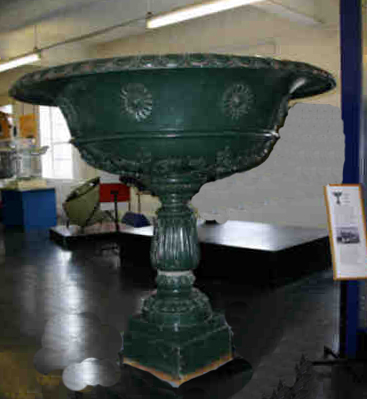
Одна из ваз, сделанных для Дербского дендрария около 1846 года; сейчас хранится в коллекции Промышленного музея Дерби

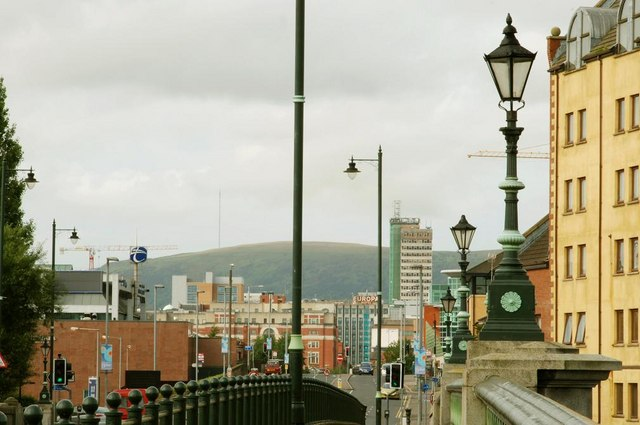
Фонари в Белфасте производства Andrew Handyside and Company

Andrew Handyside and Company (Эндрю Хендисайд и компания) — литейная компания, существовавшая в Англии в XIX веке.
Рождённый в шотландском Эдинбурге в 1805 году, Хэндисайд работал в инженерном бизнесе своего дяди Чарльза Берда в Санкт-Петербурге, прежде чем перейти в 1848 году в управление Brittania Foundry. Эта фабрика была открыта в 1820 году Уэзерхедом и Гловером (Weatherhead & Glover) для литья декоративных изделий из железа и добилась высокой репутации, отчасти из-за мастерства рабочих, но и из-за качества местной формовочной смеси. В 1840-х годах она была диверсифицирована в сторону железнодорожных компонентов. Среди первых клиентов были Derby Works Мидлендской железной дороги, для которой фабрика поставляла цилиндрические блоки и другие отливки.
Хотя чугунные украшения выходили из моды, до появления стали был увеличен спрос на инжиниринг и для железное обрамление строительства. Эндрю сосредоточился на повышении прочности материала, который при тестировании в Вуличе в 1854 году показал прочность на разрыв между 20 и 23 тоннами на квадратный дюйм, при норме около семнадцати. Он также сохранил художественность исполнения.
Продукция представляла собой всё от украшения садов до мостов. Он произвёл фонарные столбы для нового газового уличного освещения (один из которых всё ещё существует в Вардвике в Дерби), и был одним из первых производителей почтовых ящиков для почтовых отделений по новому стандарту. Было произведено около двух тысяч конструкций различных оконных рам. Компания даже поставляла покрытие для крыши обсерватории Генри Бессемера.
Если учесть небольшую площадь, которую фабрика занимала на берегу реки Дервент, зажатая склоном позади, выход продукции кажется замечательным. Между 1840 и 1846 годами, например, фабрика произвела четыреста мостов для Железной дороги Лондона, Брайтона и Южного побережья.
Со временем фабрика также производила прокатные станы, молоты, кузницы и прессы, сначала для собственного использования, далее и для других, в том числе новых сталелитейных заводов.
Фабрика начала производство арочных структур, таких, как навесы над поездами для железнодорожных станций, включая, в 1854 году, Брадфордский Адольфус-стрит, Мидлсбро, и Санкт-Енох в Глазго. В 1870-х появились рыночные залы компании, построенные из стандартных компонентов, экспортировавшися по всему миру. В 1870 году был построен мост Уилфорд Толл, в 1871 году — Трент Бридж, оба в Ноттингеме, а в 1872 году — подвесной мост Альберта в Лондоне. Другие мосты и сооружения были построены в России, Японии, Африке, Южной Америке, Канаде и Индии. Структурные компоненты, такие, как поддержка колонн, также были использованы архитекторами во многих странах — пример можно найти на главной площади города Тампико в Мексике.
В 1877 году в Дерби прибыла Великая северная железная дорога, по длинной эстакаде с востока через долину Дервент, рассекая северную часть города, в том числе Фрир Гейт (Friar Gate) — очень хорошо обеспеченную область. Чтобы успокоить жителей, через дорогу был построен изящный мост. Хотя его изначально поносили, теперь он весьма ценится горожанами, которые успешно сопротивлялись нескольким попыткам его модернизировать. Хендисайд также навёл мост через реку Дервент, который был протестирован запуском по нему шести локомотивов.
Хендисайд умер в 1887 году, и деятельность фирмы постепенно снижалась вплоть до закрытия в начале двадцатого века. Литейный завод был снесён, чтобы быть заменённым жилым комплексом; единственный след от него остался в названии дороги — Хендисайд Стрит.